# Michel Legrand

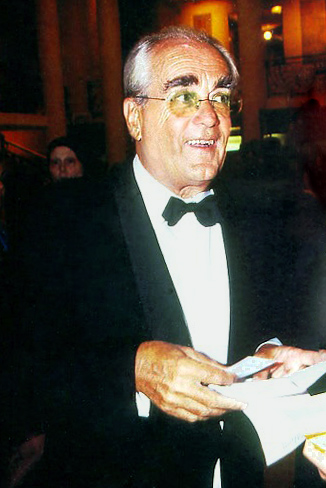

Michel Jean Legrand (París, 24 de febrero de 1932-Neuilly-sur-Seine, 26 de enero de 2019) fue un compositor y cantante francés. Compuso la música de más de doscientas películas y ganó tres veces el Oscar de la Academia de Hollywood.
Hijo del compositor Raymond Legrand y de Marcelle Der Mikaëlian (hermana de Jacques Hélian) y hermano de la cantante Christiane Legrand, célebre solista de Les Swingle Singers (The Swingle Singers).

## Biografía
Desde los 10 a los 21 años estudió en el Conservatorio de Música de París; después estudió siete años con Nadia Boulanger. 
Sus inclinaciones musicales lo llevaron siempre a escribir las letras de sus canciones e incluso a interpretarlas.
Tras el éxito de su primer álbum Amo a París, trabajó con varios grandes del jazz como Miles Davis y John Coltrane en su siguiente álbum Legrand jazz. 
Cuando comenzó a trabajar en música para filmes, obtuvo un gran éxito, ya que no solo componía canciones pegadizas sino que componía material orquestal de un fuerte sentido lírico. 
Su más conocido trabajo es Los paraguas de Cherburgo de 1963, un clásico del cine musical europeo y la primera película completamente cantada y protagonizada por la joven Catherine Deneuve. Asimismo en Las señoritas de Rochefort de 1965.

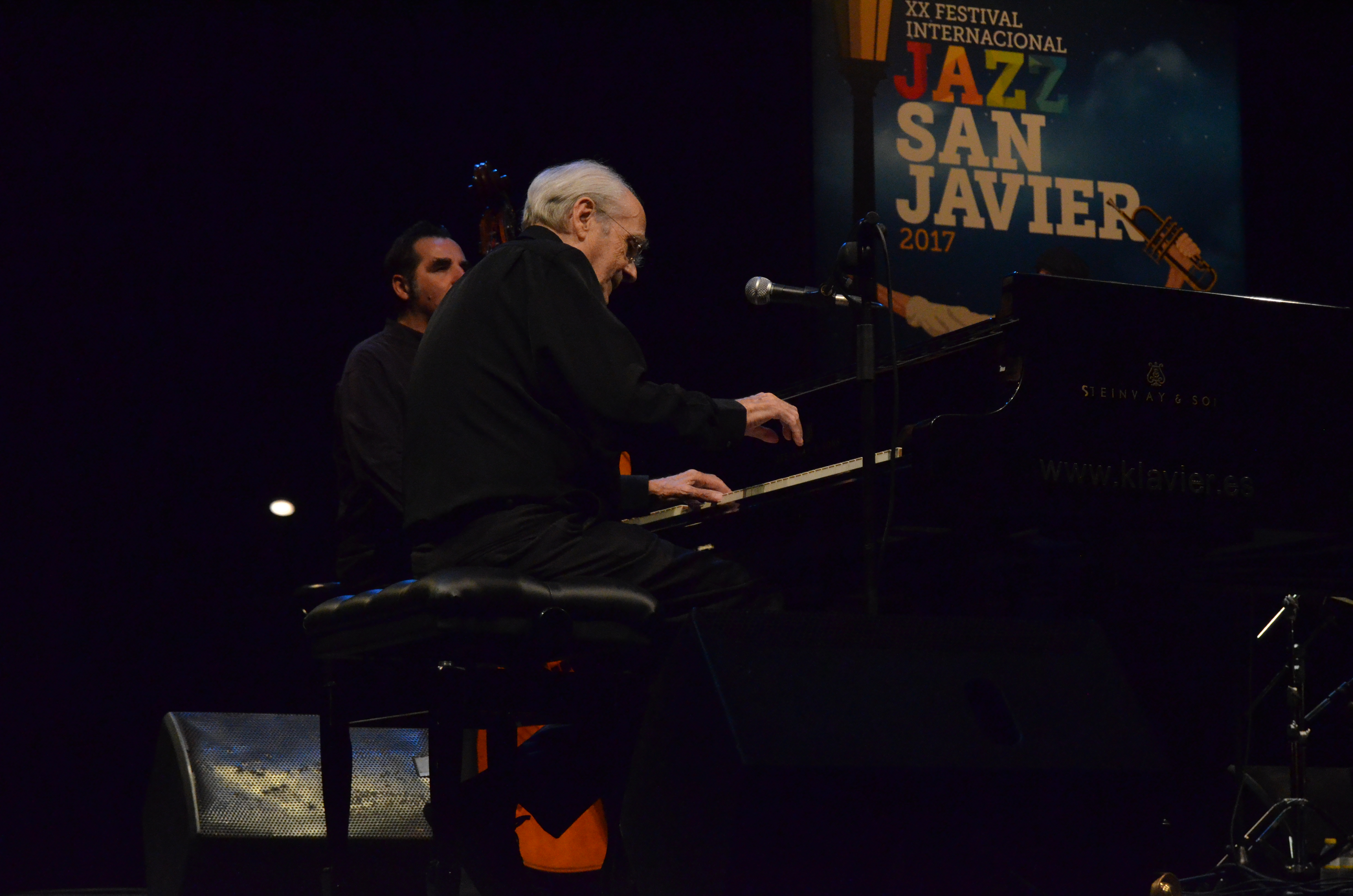
Concierto de clausura de la XX edición del Festival Internacional de Jazz de San Javier, 2017.

Mucha de su música estaba destinada a películas francesas (como las del director Jean-Luc Godard), aunque también se implicó en la producción de películas estadounidenses, como The Thomas Crown affair (con su conocido tema The Windmills of Your Mind, 'Los molinos de tu pensamiento'), Verano del 42 y Yentl. 
Compuso la música de la franquicia infantil Érase una vez... a excepción de su primera serie, Érase una vez... el hombre (1978).
En las décadas de 1980 y 1990 acompañó con su banda a estrellas como Björk, Ray Charles, Diana Ross y otros, trabajando también con cantantes de ópera como Jessye Norman, Kiri Te Kanawa y Natalie Dessay. En 2016 fue invitado de honor por el BAFICI y brindó un concierto en el Teatro Colón de Buenos Aires.
Ha recibido 27 nominaciones al Premio Grammy ganándolo en cinco oportunidades.

## Música de películas
- Lola (1961)
- Une femme est une femme (1961)
- Vivre sa vie (1962)
- Les parapluies de Cherbourg o Los paraguas de Cherburgo (1963), nominación al Óscar a la mejor música y la mejor canción: una melancólica canción de amor parisiense.
- Bande à part (1964)
- Les demoiselles de Rochefort (1967)
- Pretty Polly (1967)
- Ice Station Zebra (Estación polar Cebra) (1968)
- The Thomas Crown Affair (1968); su tema "The Windmills of Your Mind" fue nominado al Óscar a la mejor canción (ilustra un ciclo infinito de maquinaciones mentales). Bill Conti compuso la banda sonora del remake rodado en 1999.
- The Happy Ending (1969), película romántica con líricos temas lentos y la canción "What are you doing the rest of your life? (Qué haces el resto de tu vida?)" con letra del dúo de poetas Alan y Marilyn Bergman.
- The Picasso summer (1969)
- Pieces of dreams (1969)
- Lady Oscar (1969)
- Brian's song (TV, 1970).
- Wuthering heights (1970)
- Summer of '42 (Verano del 42, 1971), Óscar a la mejor música (el tema pasa dramáticamente del modo menor a mayor)
- Lady Sings the Blues (1972)
- F for Fake (1973)
- The Three Musketeers (1974)
- Le Sauvage (1975)
- Gulliver's Travels (1975)
- La flûte à six schtroumpfs ("The Smurfs and the magic flute", "La flauta de los pitufos") (1976)
- Les Uns et les Autres (1980)
- Falling in love again (1981)
- Best friends (1982)
- The gift (1982)
- Yentl (1983) con Barbra Streisand (Óscar a la mejor música de película, material de canciones, director de música y mejor canción).
- Never say never again (1983) (canción y música incidental)
- Paroles et musique (1984)
- Cinco días en junio (1989), dirigida y producida por Michel Legrand
- Eternity (1990)
- Masque de Lune (Chase The Moon) (1991), dirigida y producida por Michel Legrand.

## Algunos de sus discos
- I Love Paris
- Holiday in Rome
- Vienna Holiday
- Castles in Spain
- Bonjour Paris
- Legrand in Rio
- I Love Movies
- Legrand Jazz
- Scarlet Ribbons
- Legrand Piano
- The Columbia Album of Cole Porter
- Music from the Films
- The New I Love Paris
- Strings on Fire
- Paris a la Hi-Fi
- Violent Violins
- Broadway is My Beat
- Rendezvous in Paris
- The Michel Legrand Big Band Plays Richard Rogers
- Michel Legrand Sings
- Plays for Dancers
- Michel Legrand at Shelly Manne's Hole
- Cinema Legrand
- Themes and Variations
- Twenty Songs of the Century
- Images
- After the Rain
- Amour, Sh-K-Boom

## Premios y nominaciones
Premios Óscar
| Año  | Categoría                                  | Película                   | Resultado |
| ---- | ------------------------------------------ | -------------------------- | --------- |
| 1966 | Mejor banda sonora original                | Los paraguas de Cherburgo  | Nominado  |
| 1966 | Mejor orquestación de música               | Los paraguas de Cherburgo  | Nominado  |
| 1966 | Mejor canción original                     | Los paraguas de Cherburgo  | Nominado  |
| 1969 | Mejor banda sonora original                | El secreto de Thomas Crown | Nominado  |
| 1969 | Mejor canción original                     | El secreto de Thomas Crown | Ganador   |
| 1969 | Mejor banda sonora de una película musical | Las señoritas de Rochefort | Nominado  |
| 1969 | Óscar a la mejor canción original          | Con los ojos cerrados      | Nominado  |
| 1970 | Mejor canción original                     | Pieces of Dreams           | Nominado  |
| 1972 | Mejor banda sonora dramática original      | Verano del 42              | Ganador   |
| 1983 | Mejor canción original                     | Amigos muy íntimos         | Nominado  |
| 1984 | Mejor banda sonora adaptada                | Yentl                      | Ganador   |
| 1984 | Mejor canción original                     | Yentl                      | Nominado  |